# دشت گنبد
دشت گنبد یک روستا در ایران است که در شهرستان مهدیشهر و استان سمنان واقع شده‌است. دشت گنبد ۴۵ نفر جمعیت دارد.

## جمعیت
این روستا در  دهستان چاشم قرار دارد و براساس سرشماری مرکز آمار ایران در سال ۱۳۸۵، جمعیت آن ۴۵ نفر (۱۳ خانوار) بوده‌است.